# Strój chórowy
Strój chórowy – ubiór duchownych noszony podczas liturgii, w czasie gdy jej nie sprawują, a są jedynie jej uczestnikami.

## Kościół łaciński
Strój chórowy podkreśla sprawowane przez duchownego funkcje i otrzymane godności

### Obowiązujące stroje chórowe
|  | papież - biała sutanna - biały lub karmazynowy mucet (może być obszyty futrem gronostaja) - biały pas ze złotymi frędzlami na obu końcach - białe skarpety - czerwone buty - biała piuska - (camauro) - rokieta - pektorał na piersiach - pierścień rybaka - (stuła) - rokieta |
|  | kardynał - czerwona sutanna (mankiet, obramowanie, obszywki i guziki z czerwonego jedwabiu) - czerwony mucet bez kaptura - czerwony pas z jedwabnymi frędzlami na obu końcach - czerwone skarpety - czarne buty - czerwona piuska - czerwony biret bez pompona - rokieta - pektorał na piersiach ze sznurem koloru czerwono-złotego - pierścień - czerwona cappa magna (bardzo uroczyste okazje i tylko na terenie swojej diecezji) - rokieta                        |
|  | arcybiskup i biskup - fioletowa sutanna (mankiet, obramowanie, obszywki i guziki z czerwonego jedwabiu) - fioletowy mucet bez kaptura - fioletowy pas z jedwabnymi frędzlami na obu końcach - fioletowe skarpety - czarne buty - fioletowa piuska - fioletowy biret z takimż pomponem - rokieta - pektorał na piersiach ze sznurem koloru zielono-złotego - pierścień - fioletowa cappa magna (bardzo uroczyste okazje i tylko na terenie swojej diecezji) - rokieta |
|  | protonotariusz apostolski de numero, prałat dykasterii, familiare - fioletowa sutanna (mankiet, obramowanie, obszywki i guziki z czerwonego jedwabiu) - fioletowy pas z jedwabnymi frędzlami na obu końcach - rokieta - fioletowy mantolet - czarny biret z czerwonym pomponem - czarne skarpety i buty takiegoż koloru - rokieta |
|  | kapelan honorowy Jego Świątobliwości - czarna sutanna z fioletowymi obszywkami i ozdobami - pas z jedwabiu koloru fioletowego - komża - czarny biret z fioletowym pomponem - czarne skarpety i buty takiegoż koloru - komża |
|  | kanonik Zgodnie z „Ceremoniałem liturgicznej posługi biskupów” (nr 1226) do stroju kanoników należą: - czarna sutanna z takiego koloru obszywkami i ozdobami - pas koloru czarnego - komża - czarny mucet obszyty fioletowym sznurkiem - dystynktorium na piersiach ze sznurem - czarny biret z czarnym pomponem - czarne skarpety i buty takiegoż koloru - rokieta                                                                                                  |
|  | prezbiter, diakon, kleryk - czarna sutanna - czarny pas - czarny biret z czarnym pomponem - komża - czarne skarpety i buty takiegoż koloru |

### Stroje chórowe godności zniesionych
|  | protonotariusz apostolski supra numerum, prałat honorowy Jego Świątobliwości - fioletowa sutanna (mankiet, obramowanie, obszywki i guziki z czerwonego jedwabiu) - fioletowy pas z jedwabnymi frędzlami na obu końcach - komża - czarny biret z czarnym pomponem - czarne skarpety i buty takiegoż koloru |
|  | prezbiter obdarzony przywilejem rokiety i mantoletu - czarna sutanna z takiego koloru obszywkami i ozdobami - czarny pas - czarne skarpety i buty takiegoż koloru - biret czarny z czarnym pomponem - rokieta - mantolet - komża                                                                          |
|  | prezbiter obdarzony przywilejem expositorium canonicale - czarna sutanna z takiego koloru obszywkami i ozdobami - czarny pas - czarne skarpety i buty takiegoż koloru - czarny biret z fioletowym pomponem - rokieta - komża                                                                              |

## Anglikanizm
|        |         |           |        |
| biskup | kanonik | prezbiter | lektor |